# 13006 Шваар
13006 Шваар (13006 Schwaar) — астероїд головного поясу, відкритий 12 січня 1983 року.
Тіссеранів параметр щодо Юпітера — 3,426.